# معابد هندو در کابل
افغانستان یکی از مناطق مهم دین و فرهنگ ودیک در آسیای میانه بوده‌است. کابل در حال حاضر داری معابد هندوی زیادی می‌باشد؛ اکثر این معابد تا حد زیادی تخریب شده‌اند؛ اما عبادتگاه‌هایی هم هستند که در طول تاریخ از جنگ به دور مانده و تخریب نشده‌اند. از این جمله می‌توان به سه معبد مهم هندی در کابل اشاره کرد:
- شهر کهنه؛ داراگا، آسمایی
- شور بازار
- دروازه لاهوری، بابا جوتهی، ساروب ماندیر